# Бабков, Лев Михайлович
Лев Михайлович Бабков (род. 19 марта 1946) ― советский и российский учёный, физик, педагог доктор физико-математических наук, профессор, заведующий кафедрой теоретической физики Саратовского государственного университета имени Н. Г. Чернышевского.

## Биография
Лев Михайлович Бабков родился 19 марта 1946 года в городе Саратове. В 1964 г. с золотой медалью завершил обучение в средней общеобразовательной школе №3 им. А.С. Пушкина города Саратова и поступил обучаться на факультет физики в Саратовского государственного университета имени Н. Г. Чернышевского, который с отличием  окончил в 1969 году.
С 1972 по 1973 год работал младшим научным сотрудником в НИИ механики и физики при Саратовском государственном университете. В 1973 году защитил кандидатскую диссертацию на тему: "Расчет и интерпретация колебательных спектров и колебательной структуры спектров люминесценции и поглощения перилена, коронена, бензофенона и сим.-тетразина". С 1974 по 1976 год – старший научный сотрудник НИИ механики и физики. 
В 1976 г зачислен ассистентом на кафедру теоретической и ядерной физики. С 1977 по 1982 год - старший преподаватель, с 1982 по 1992 год - доцент кафедры. С 1992 года, после успешной защиты диссертации на соискание ученой степени доктора физико-математических наук на тему: "Оптические спектры и структура фазовых состояний полициклических ароматических и длинноцепочечных алифатических соединений" , продолжил работу в должности профессора кафедры теоретической и математической физики.
В 2010 году избран заведующим кафедрой теоретической физики Саратовского государственного университета и работал на этой должности до конца 2021 года. С 2021 по 2024 – профессор кафедры общей, теоретической и компьютерной физики, с 2024 – профессор кафедры инноватики.
За 50 лет преподавания читал студентам физических специальностей СГУ все базовые курсы по теоретической физике, закрепленные за кафедрой, и специальные курсы. В настоящее время преподаёт студентам "Квантовую теорию", "Квантовую механику", "Физику конденсированного состояния". 
Автор (соавтор) около 900 научных публикаций, значительная часть которых – статьи в периодических научных академических изданиях СССР, России, в международных зарубежных научных журналах. Специалист в области квантовой физики молекулярных систем и конденсированного состояния, в рамках которой исследует особенности структуры и динамика свободных молекул, молекулярных комплексов, молекулярных кристаллов, жидких кристаллов, аморфных и жидкофазных систем, многокомпонентных смесей типа органик-неорганик в тесной связи с их физико-химическими свойствами вещества. 
Активный участник научного сообщества. С 2006 по 2014 год - главный редактор, а с 2014 года член редакционной коллегии журнала Известия Саратовского университета. Новая серия. Серия физика. Член организационных комитетов международных конференций и школ-семинаров. Был членом диссертационного совета по лазерной физике и биофизике, членом Учёного совета Саратовского государственного университета, членом Ученого совета физического факультета. Член Ученого совета Института Физики СГУ.
Проживает в городе Саратове. 

## Награды
Почётная грамота Министерства образования и науки (2006 г.).

## Избранные публикации
- Л.М. Бабков, А.А. Терехов, М.А. Ковнер. Расчет частот плоских колебаний и интерпретация инфракрасного спектра и спектра флуоресценции молекулы перилена. // Опт. и спектр.-1972. -Т.33, № 1.- С.74-77.
- Л.М. Бабков, В.И. Глядковский, Н.И. Давыдова, В.А. Карпова, Л.А. Климова, М.А. Ковнер, М.М. Сущинский, А.А. Терехов, Э.В. Шпольский. Колебательные спектры, спектры люминесценции, расчет частот и форм колебаний и интерпретация колебательных спектров и колебательной структуры спектров люминесценции коронена. // Опт. и спектр.-1973. -Т.34, № 1.- С.70-75.
- Л.М. Бабков, М.А. Ковнер, С.П. Макаренко, Г.А. Пучковская. Теоретическое и экспериментальное изучение ИК спектров н-карбоновых кислот в различных кристаллических модификациях. I I I. Область 700-33 см-1. // УФЖ. -1981.-Т.26, № 10.- С. 1627-1635.
- Л.М. Бабков, Г. А. Калмыкова, И.Е. Крайнова, Н.Н. Малыхина, Г.А. Пучковская, А.Е. Семенов. Колебательные спектры и спектры люминесценции ряда хлорзамещенных нафталина и их теоретическая интерпретация. // УФЖ. -1983.-Т.28, № 12.- С. 1819-1823.
- Л.М. Бабков, Н.А. Головина, Н.И. Давыдова, И.М. Залесская, В.П. Привалко, Г.А. Пучковская, Ю.А. Фиалков, В.В. Цукрук, В.В. Шилов. Жидкие кристаллы, содержащие фтор. Колебательные спектры, структура и полиморфизм перфторалкилциклогексан-карбоновых кислот. // Кристаллография. -1988.-Т.33,№ 6. С. 1478-1489.
- Л.М. Бабков, Г.А. Пучковская, С.П. Макаренко, Т.А. Гаврилко. ИК спектроскопия молекулярных кристаллов с водородной связью. Киев: Наукова Думка. 1989. 160 с.
- Л.М. Бабков, Н.А. Головина, Г.А. Пучковская, И.Н. Хакимов. Фазовые переходы и конформационная подвижность молекул в гомологических рядах мезогенов с алкильными радикалами. // Журнал Физической Химии. -1992.-Т.66, № 2.- С. 411-416.
- Л.М. Бабков, Н.И. Давыдова, Г.А. Пучковская, И.Н. Хакимов. Спектры ИК поглощения и структура 4-циано-4’-алкоксибифенилов. // Журнал Структ. Химии.-1993.- Т. 34, № 1. С. 105-111.
- L.M. Babkov, I.N.Khakimov, A.P. Polishchuk, G.A. Puchkovskaya, V.P. Privalko, L.N. Lisetski. IR study of the conformation mobility of 4-cyano-4’-n-alkoxybiphenyl. // J. Mol. Struct.-1993.-V.286. P. 29-33.
- Л.М. Бабков, Г.А. Пучковская. Влияние водородной связи на динамику, полиморфизм и мезоморфное состояние длинноцепочечных алифатических соединений. // Химическая Физика.-1993.- Т. 12, № 7. С. 944-951.
- Л.М Бабков, О.В. Горшкова, Г.А. Пучковская, И.Н. Хакимов. Колебательные спектры и структура 4-циано-4’-пенталкоксибифенила в различных фазовых состояниях // Журнал структ.химии.-1998.-Т.39, №1.-С.55-60.
- Л.М Бабков, Е.С. Ведяева, Г.А. Пучковская, А.А. Якубов. Исследование конформационной подвижности фторалкилзамещенных бензойных кислот методами колебательной инфракрасной спектроскопии // Журнал структ. химии.-1998.-Т.39, №3.-С.522-528.
- Л.М. Бабков, И.И. Гнатюк, Г.А. Пучковская, С.В. Трухачев. Особенности строения и межмолекулярного взаимодействия в 4-n-алкил-4’-цианобифенилах по данным ИК спектроскопии. Журн. Структ. Хим. Т.47, №1, 2006. С.130-138.
- Л.М. Бабков, Н.А. Давыдова, К.Е. Успенский. Водородная связь и структуры 2-, 3- и 4-бифенилметанолов. Журн. Структ. Хим. Т.49, №3, 2008. С. 421-429.
- Л.М. Бабков, М.В. Королевич, Е.А . Моисейкина. Расчет структуры и ИК спектра метил-ß-D-глюкопиранозида методом функционала плотности с учетом водородной связи. Журнал прикл. спектроскопии. Т. 78, №2. 2011. С.223 -228.
- Л.М. Бабков, И.В. Ивлиева, М.В. Королевич. Расчёт структуры и ИК спектра 2,3-ди-О-нитро-метил-β-D-глюкопиранозида методом функционала плотности. Журнал прикладной спектроскопии. Т.82, №3. 2015. С. 331-340.
- Бабков Л.М., Давыдова Н.А., Ивлиева И.В. ИК спектры салола и их интерпретация на основе молекулярного моделирования. Изв. Сарат. ун-та. Новая сер. Сер. Физика. Т. 15, вып. 4. 2015. С. 44-54.